# Casillas de Morales
Casillas de Morales es una localidad española del municipio de Antigua, perteneciente a la provincia de Las Palmas, en la comunidad autónoma de Canarias.

## Historia
Hacia mediados del siglo XIX, el lugar era referido como un pago ya perteneciente al ayuntamiento de Antigua. Aparece descrito en el sexto volumen del Diccionario geográfico-estadístico-histórico de España y sus posesiones de Ultramar de Pascual Madoz con las siguientes palabras:

CASILLAS DE MORALES: pago de la prov. de Canarias en la isla de Fuerteventura, part. jud. de Teguise, térm. jurisd. y felig. de la Antigua (V.)
(Madoz, 1847, p. 68)

En 2022, la entidad singular de población tenía empadronados 375 habitantes y el núcleo de población, dos.